# Desenfocao'
«Desenfocao'» es una canción grabada por el cantante puertorriqueño Rauw Alejandro para su segundo álbum de estudio, Vice Versa (2021). La canción fue escrita por Manuel Lara, Rafa Pabón, Kenobi, Colla, Eric Duars, Alejandro y Tainy, mientras que la producción estuvo a cargo de Lara y Tainy. Fue lanzado a las estaciones de radio latinoamericanas por Sony Music el 10 de agosto de 2021, como el primer sencillo promocional del álbum. Una canción de new wave, synth-pop y funk, encuentra al cantante muy confundido después de una ruptura de la relación, por lo que apenas sabe dónde está.
«Desenfocao'» recibió críticas muy positivas de los críticos musicales, quienes elogiaron su fusión de géneros. La canción alcanzó el puesto número seis en la lista pop de Honduras de Monitor Latino. Un video musical adjunto, lanzado simultáneamente con el sencillo promocional, fue filmado como una toma larga y dirigido por Alejandro y NINE-D. Representa el detrás de cámaras de un concierto, donde Alejandro se divierte y disfruta de su noche justo antes del espectáculo. Para promocionar la canción, interpretó «Desenfocao'» y «Cúrame» en un set especial de dos canciones con Billboard y Honda Stage.

## Antecedentes y lanzamiento
Alejandro lanzó su álbum de estudio debut, Afrodisíaco, el 13 de noviembre de 2020. Dos semanas después de terminar el trabajo en Afrodisíaco, comenzó a trabajar en su segundo álbum de estudio, Vice Versa. Este último fue lanzado para descarga digital y transmisión por Sony Music Latin y Duars Entertainment el 25 de junio de 2021, y «Desenfocao'» se incluyó como la novena pista. Durante una entrevista con Vice, cuando le preguntaron si «Desenfocao'» sería elegido como el próximo sencillo del álbum, Alejandro respondió:

Me gustaría que el público escuchara el disco y decidiera cuál será mi próximo sencillo. Si me dicen: "Vamos a hacer un video de este", haremos un video de ese. Ellos son los que eligen, que ellos decidan.

El 10 de agosto de 2021, «Desenfocao'» fue lanzado a las estaciones de radio latinoamericanas por Sony Music el 10 de agosto de 2021, como el primer sencillo promocional del álbum.

## Música y letra
Musicalmente, «Desenfocao'» es una canción de new wave, synth-pop y funk, con elementos de disco, pop, EDM y deep house. La canción usa un cencerro y dura un total de 2 minutos y 50 segundos. Fue escrita por Manuel Lara, Rafa Pabón , Kenobi, Colla, Eric Duars, Alejandro y Tainy , siendo su producción la encargada de Lara y Tainy. Líricamente, encuentra al cantante muy confundido después de la ruptura de una relación, por lo que apenas sabe dónde está. La letra incluye, "No sé a a dónde voy, nadie sabe nada / Creo que estoy desenfocao' / Jangueando to' los día' / ¿Que salió el sol? No sabía".

## Recepción
Tras su lanzamiento, «Desenfocao'» recibió críticas muy positivas de los críticos musicales. Julyssa Lopez de Rolling Stone clasificó la pista entre las 10 canciones esenciales de Alejandro, calificándola como "uno de los picos más interesantes de Vice Versa". Describió la canción como "borrosa" y calificó la producción de Tainy de "espacial", afirmando que "resalta el mareo lisérgico de la canción y ayuda a Rauw a desviarse en direcciones inesperadas". Escribiendo para la misma revista, Lucas Villa destacó la canción como un "sobresaliente impresionante" del álbum y señaló su fusión de géneros. También en su reseña para The Fader , lo llamó "intoxicante". Valla publicitariael crítico TM Brown lo calificó como "una pista brillante y lista para el estadio que muestra el rango sonoro y estético de Alejandro". Otro autor de Billboard lo llamó un "éxito".  La crítica de USA Today, Pamela Avila, describió "Desenfocao'" y "La Old Skul" como "canciones animadas perfectas para el verano".
Piet Levy de Milwaukee Journal Sentinel mencionó «Desenfocao'» como "destacado" para Vice Versa, comparándolo con la era After Hours de The Weeknd: "Con sus ondas de sintetizador malhumoradas y ritmos pulsantes cremosos, la pista es como el matrimonio perfecto de la era 'After Hours' de The Weeknd inspirada en los años 80 con el sonido más reservado y enigmático del comienzo de su carrera". El personal de Happy FM escribió que Alejandro ha logrado dejar a su audiencia "sin palabras" con el lanzamiento de la canción, "eso no deja absolutamente indiferente a nadie". La canción alcanzó el puesto número seis en la lista pop de Honduras de Monitor Latino en agosto de 2021.Más tarde apareció en sus respectivas listas de fin de año en 2021 y 2022.

## Promoción

### Video musical
Un video musical adjunto fue lanzado simultáneamente con la canción. El visual fue dirigido por Alejandro y NINE-D. Representa el backstage de un concierto, donde Alejandro se divierte y disfruta de su noche justo antes del espectáculo. El video fue filmado como una toma larga con un filtro "psicodélico" brillante que es "un poco aturdido e inestable", como sugiere el título de la canción. En la escena final, la cantante aparece en el escenario y comienza a cantar detrás de un micrófono frente a miles de asistentes.

### Actuaciones en vivo
Alejandro presentó en vivo «Desenfocao'» y «Cúrame» en un set especial de dos canciones con Billboard y Honda Stage. Para el primero, vestía un "traje completamente blanco brillante". «Desenfocao'» también se incluyó en la lista de canciones de la gira mundial Vice Versa de Alejandro.

## Créditos y personal
Créditos adaptados de Tidal.
- Rauw Alejandro – intérprete asociado, compositor, letrista

- Manuel Lara – compositor, letrista, productor

- Rafael E. Pabon Navedo "Rafa Pabón"  - compositor, letrista

- Jorge Pizarro "Kenobi" - compositor, letrista, ingeniero de grabación

- José Collazo "Colla" - compositor, letrista, ingeniero de masterización, ingeniero de mezcla

- Eric Pérez Rovira "Eric Duars" - compositor, letrista

- Marcos Masís "Tainy"  - compositor, letrista, productor

## Posicionamiento en listas
| Cuadro (2021–2022)            | Peak position |
| ----------------------------- | ------------- |
| Honduras Pop (Monitor Latino) | 6             |

|

### Posiciónamiento de fin de año
| Chart (2021)                  | Position |
| ----------------------------- | -------- |
| Honduras Pop (Monitor Latino) | 34       |

| Cuadro (2022)                 | Posición |
| ----------------------------- | -------- |
| Honduras Pop (Monitor Latino) | 74       |

|}

### Cuadro de fin de año
| Cuadro (2021)                 | Posición |
| ----------------------------- | -------- |
| Honduras Pop (Monitor Latino) | 34       |

| Cuadro (2022)                 | Posición |
| ----------------------------- | -------- |
| Honduras Pop (Monitor Latino) | 74       |